# Impulso criminal
Impulso criminal, en inglés Compulsion, es una película estadounidense de género dramático del año 1959. Dirigida por Richard Fleischer y protagonizada por Orson Welles, Dean Stockwell y Bradford Dillman principalmente. Está basada en la novela homónima de Meyer Levin, quien se inspiró para escribirla en el caso de Leopold y Loeb.
La cinta narra la historia de Artie Strauss (Bradford Dillman) y Judd Steiner (Dean Stockwell), dos jóvenes más inteligentes de lo normal, que buscan demostrar su superioridad cometiendo un crimen perfecto, como sucedió en el caso de Leopold y Loeb, quienes secuestraron y mataron a un niño de catorce años en Chicago en 1924.
En el Festival de Cannes de 1959, la película cosechó los premios en la categoría de Mejor actor para sus tres principales intérpretes, Orson Welles, Bradford Dillman y Dean Stockwell.

## Sinopsis
Dos jóvenes estudiantes de familia acomodada, Artie Strauss y Judd Steiner, conscientes de que poseen una inteligencia superior a lo común, deciden cometer un crimen sin dejar cabos sueltos, un crimen perfecto, simplemente por el hecho de creerse superiores al resto de los mortales. De tal manera que secuestran y asesinan a golpes a un niño llamado Paulie Kessler y esconden su cadáver. Pero será un descuido cometido por Judd, al dejar caer sus gafas en la escena del crimen, lo que hará que pronto la policía los tome por sospechosos.
Una vez concluida la investigación y acusados los dos jóvenes de asesinato, se abre la segunda fase de la película, la fase del juicio, donde entra en escena Orson Welles, encarnando al abogado defensor Jonathan Wilk, quien realizará, en un prolongado discurso, una defensa de la vida en contra de la pena capital, que es la solicitada por la fiscalía contra los acusados.

## Argumento
Los amigos íntimos Judd Steiner  y Artie Straus  creen que encajan en la filosofía de Nietzsche de un “superhombre” (Übermensch) y, por lo tanto, están por encima de la ley. De familias ricas y socialmente prominentes, ambos son estudiantes de derecho, menores de 20 años, en la Universidad de Chicago (Artie comenzó sus estudios universitarios en la Universidad de Míchigan a los 14 años). Ambos se creen capaces de burlar a las personas “inferiores” que los rodean.
Al cuestionar la conferencia de un profesor sobre los “códigos tribales”, Judd afirma que Nietzsche afirmó que los líderes tribales no se sentían obligados a obedecer las leyes que establecían:
Profesor (en desacuerdo): “¿Se consideraba Moisés por encima de las leyes que impuso?”

Judd: “Tenía un grupo variopinto entre manos y tenía que atravesar el desierto de alguna manera”.

Sid Brooks, un compañero de clase que se gana la vida en la universidad trabajando en un periódico, expresa su asombro por las interacciones de Judd con el estimado profesor:

Sid: “Cada vez que arriesgo dar una opinión contraria, me corta la cabeza. Tu te sales con la tuya, ¿por qué?

Judd: "No lo sé, [el profesor] simplemente no parece pensar muy rápido".

Sid: "Es considerado uno de los hombres más brillantes de la facultad".

Judd: "Supongo que lo es".

Para complacer a Artie, a quien Judd es sumiso, Judd acepta las órdenes cada vez más criminales de Artie, como robar $67 y una máquina de escribir de una fraternidad del campus. Cuando Artie le ordena a Judd que atropelle con su auto a un borracho que hacía autostop que habían echado de la carretera, Judd pierde la determinación y falla por poco al borracho. Artie reprende a Judd por su falta de convicción, lo que demuestra que no es superior. Para recuperarse ante Artie, Judd propone demostrar su "intelecto superior" matando a un niño, exigiendo un rescate y burlando a la policía. Mientras viajan en su coche en busca de una víctima, atraen a Paulie Kessler, un vecino que regresa a casa desde la escuela, y lo matan. Artie cree que han cometido el "crimen perfecto". 
Cuando la policía interroga a los vecinos de Paulie, un engreído Artie se relaciona "útilmente" con los investigadores y, con rencor, les da pistas falsas. Cuando se le pregunta sobre personajes sospechosos en el vecindario, entre otros, Artie sugiere un maestro en la escuela de Paulie (a la que él y Judd asistieron cuatro años antes) que siempre les decía a los niños que eran mocosos mimados que tenían demasiado dinero.
Cuando se le asigna una tarea sobre un niño ahogado que fue encontrado en el parque, Sid descubre que las gafas encontradas cerca del cuerpo de Paulie, que se supone son suyos, son demasiadas grandes para ser de Paulie y son evidencia clave. Las gafas tienen una bisagra distintiva, y solo se compraron tres pares en el área de Chicago; Judd compró un par. Judd, cuyas gafas se le cayeron del bolsillo en la escena del crimen, no puede mostrar las suyas. Cuestionado, Judd afirma que las dejó caer unos días antes mientras observaba aves con su grupo de estudiantes de ornitología. Ahora se vuelve urgente deshacerse de la máquina de escribir robada de la casa de la fraternidad que usaron para escribir la nota de rescate enviada a los Kessler.
Al necesitar darse coartadas mutuamente, Judd y Artie afirman haber salido la noche del asesinato con chicas que recogieron llamadas May y Edna, cuyos nombres completos nunca supieron. La coartada se desmorona cuando el chofer de Steiner revela involuntariamente que estuvo trabajando en reparaciones en el auto de Judd toda la noche que Judd y Artie afirmaron estar viajando en él con las chicas (habían alquilado un auto que no se pudo rastrear hasta ellos por el crimen, pero su coartada implicaba andar en el auto de Judd). Finalmente, el "superior" Artie se derrumba durante el interrogatorio e implica a Judd, quien luego confirma los detalles de la confesión de Artie pero insiste en que Artie cometió el acto del asesinato.
El famoso abogado Jonathan Wilk  toma su caso y los salva de la horca presentando un apasionado argumento final contra la pena capital. En cambio, Steiner y Straus reciben cadena perpetua. 

## Reparto
- Bradford Dillman (Artie Strauss)
- Dean Stockwell (Judd Steiner)
- Orson Welles (Jonathan Wilk)
- E. G. Marshall (fiscal del distrito Harold Horn)
- Diane Varsi (Ruth Evans)
- Martin Milner (Sid Brooks)
- Richard Anderson (Max Steiner)
- Robert F. Simon (agente de policía Johnson)
- Edward Binns (Tom Daly)

## Premios
La película, que fue candidata a la Palma de Oro en el Festival de Cannes de 1959, sí que cosechó el premio de mejor actor para sus tres actores principales (Orson Welles, Bradford Dillman y Dean Stockwell). Asimismo, fue nominada como mejor película para el Premio Bafta en 1960.

## Producción
Welles, cuyo reciente thriller Touch of Evil fue pasado por alto en Estados Unidos (aunque apreciado en Europa), estaba amargado por no haber sido seleccionado para dirigir Compulsion (Impulso Criminal). Su tiempo en el set fue tenso y hacía berrinches frecuentes. 
A principios de la década de 1950, Meyer Levin visitó a Nathan Leopold en prisión y le pidió que cooperara con él para escribir una novela basada en el asesinato (el otro asesino, Richard Loeb, ya estaba muerto en ese momento). Leopold se negó diciendo que no deseaba que su historia se contara en forma ficticia, pero le preguntó a Levin si podía ayudarlo a escribir sus memorias. Levin no estaba contento con esa sugerencia y escribió la novela de todos modos, publicándola en 1956. La novela se llamó Compulsion, el libro en el que se basa la película. Leopold leyó el libro y, según se informa, no le gustó. Leopold escribió más tarde que leer el libro lo puso "físicamente enfermo... Más de una vez tuve que dejar el libro y esperar a que las náuseas desaparecieran. Me sentí como supongo que se sentiría un hombre si estuviera expuesto completamente desnudo bajo un fuerte foco ante una gran audiencia."
En 1959, Leopold intentó sin éxito bloquear la producción de la película con el argumento de que el libro de Levin había invadido su privacidad, lo difamó, se benefició de la historia de su vida y "entremezcló realidad y ficción hasta tal punto que eran indistinguibles".  Finalmente, la Corte Suprema de Illinois decidió en su contra,   señalando que Leopold, como autor confeso del "crimen del siglo", no podía demostrar razonablemente que el libro de Levin había dañado su reputación.

## Recepción
En el Festival de Cine de Cannes de 1959, Dillman, Stockwell y Welles ganaron el premio al Mejor Actor. La película fue nominada al BAFTA como mejor película del año, Richard Fleischer fue nominado a mejor director por el Directors Guild of America y Richard Murphy fue nominado al mejor guion por el Writers Guild of America.
En The New York Times, A. H. Weiler dio a la película una crítica positiva, elogiando especialmente las actuaciones de los actores: "En Compulsion han convertido un hecho oscuro en una película brillante y fascinante". La película cuenta con el apoyo de la crítica tasa del 100% en Rotten Tomatoes.

## Comentarios de Nathan Leopold sobreCompulsión(el libro)
En su autobiografía, "Life Plus 99 Years" ("Vida más 99 años", la sentencia dictada a Leopold y Loeb después de su infame juicio), Nathan Leopold, representado en la novela "Compulsion" y la película basada en la novela como Judd Steiner, hizo los siguientes comentarios sobre la obra de Meyer Levin:
"Compulsion es un libro horrible, fascinante y hermoso; hermoso en el sentido de que la superficie iridiscente de un pantano es hermosa. Es quizás un 40 por ciento de realidad y un 60 por ciento de ficción. La parte fáctica--los detalles del crimen, la búsqueda policial de los criminales, los aspectos más destacados del juicio--son sorprendentemente precisos. Muestran claramente los resultados de una enorme cantidad de investigaciones minuciosas en los registros judiciales y los periódicos de la época...
"Pero cuando el Sr. Levin deja el registro frío e impreso, deja mucho más atrás. El resto del libro, como el propio Sr. Levin advierte al lector, es pura ficción, es decir, pura luz de la luna".
"Lo insidioso y devastador del libro, a mi modo de ver, es el consumado arte del señor Levin. Ha tomado una gran cantidad de hechos y le ha añadido una cantidad aún mayor de ficción: pura tontería. Y Lo ha hecho de una manera tan magníficamente artística que las costuras no se ven. Ningún lector general puede saber qué es verdad y qué es artificial. Confieso que, en varias ocasiones, tuve que detenerme y pensar mucho para estar seguro de ciertos detalles si eran verdaderos o imaginarios. ¡Eso es lo que duele! Eso es lo que sentí que disminuyó mis propias esperanzas de liberación [Leopold creía que la publicación de Compulsión retrasó su eventual libertad condicional.. Más tarde, Meyer Levin testificó ante la junta de libertad condicional que creía que Leopold merecía la libertad condicional después de cumplir 33 años de prisión.  El Sr. Levin acusa a Judd Steiner de delitos graves que nunca soñé cometer. En la boca de Judd metió palabras y pensamientos muy cerebrales que nunca estuvieron en la mía. Algunos me hacen sonrojar; otros me dan ganas de llorar. Dios mío, lo que hice es bastante horrible y el peso de la culpa que llevó sobre mi conciencia ya es bastante pesado sin esta fuente adicional de agitación."
"El impacto de Compulsión en mi estado mental fue tremendo. Me enfermó físicamente, lo digo literalmente. Más de una vez tuve que dejar el libro y esperar a que las náuseas desaparecieran. Emocionalmente, me sentí terriblemente avergonzado y me provocó lo que supongo que los médicos llamarían una leve melancolía, como supongo que se sentiría un hombre si estuviera expuesto completamente desnudo bajo un foco potente ante una gran audiencia. Cada extraño que miré con la pregunta tácita en mi mente: Me pregunto si lo habrá leído."